# آب‌سنگ حلقوی هائو
آب‌سنگ حلقوی هائو (به لاتین: Haa Dhaalu Atoll) یک منطقهٔ مسکونی در مالدیو است که در مالدیو واقع شده‌است. آب‌سنگ حلقوی هائو ۱۸٬۵۱۵ نفر جمعیت دارد.